# Фонтан Бебо (Іракліон)
Фонтан Бебо — венеційський фонтан XVI століття в м. Іракліон, острів Крит, Греція, перший з фонтанів міста, що отримував воду з-за його меж.

## Історія
Після збільшення населення міст острова в XVI-XVII столітті постала проблема дефіциту води, оскільки криниці та резервуари, які використовувалися до того часу для водопостачання, були недостатніми для задоволення дедалі більших міських потреб.
Фонтан Бебо став першим громадським фонтаном, побудованим в Іракліоні й першим, який забезпечувався водою з джерела за межами міста. Свою назву він отримав від Жана Маттео Бебо. Джузеппе Герола стверджував, що фонтан був побудований в період 1552-1554 років. Леонар Кіріні у звіті 1595 року зазначив, що фонтан був побудований в 1483 році, а Стефанос Ксантудідіс у статті в газеті Nea Eleftheria в 1903 році заявив, що фонтан був побудований в 1588 році. Також в міському архіві є датований 1579 роком документ який посвідчцє, що Франческо Джену було дозволено направляти зайву воду з фонтану Бебо в свій будинок. Він розташовувався поряд із католицьким монастирем ордена Августинів поруч з головною дорогою, що вела від порту до центру.
Невідомо, яке джерело було використано для живлення фонтану, проте є припущення, що вода поступала із колодязя в Кацабасі. Натомість Франческо Морозині зазначав, що вода надходить не з джерела, а з невеликих струмків. Вода початкового джерела висохла в 1574 році й далі вода постачалась з джерела, що розташовувалось за півтори милі від міста, ймовірно приватного, оскільки влада щороку платила десять дукатів за його використання. Існують записи, що акведук фонтану був пошкоджений у 1602 році, а вартість ремонту склала 136 дукатів. Джерело було повноводним оскільки з неї живився фонтан на площі Страти.
У 1776 р. османи біля фонтану спорудили свій фонтан Хачі Ібрагім Аги.

## Архітектура
Фонтан належить до вбудованих фонтанів, хоча відрізняється від інших подібних фонтанів Криту своєю декоративністю. У минулому він був з'єднаний з резервуаром відразу за фасадом. Резервуар був знесений в 1938 році тож на сьогодні залишився лише мармуровий фасад фонтану, який має розміри 5,7 на 2,35 метра.
Основним декоративним елементом фонтану є давньоримська статуя, ймовірно, Асклепія, яка, за архівними джерелами, була перевезена з Ієрапетри. Статуя, що вціліла, має висоту 1,4 метра, безголова і зображує чоловічу фігуру в давньогрецькій тозі, яка залишає груди та праву руку непокритими. Частина правої руки статуї відірвана. Нижня частина ніг може бути всередині п'єдесталу. Фонтан Бебо — єдина громадська будівля на Криті, в якій були включені предмети старовини. Вважається, що вбудова античної статуї в споруду фонтану була пов'язана з інтересом до античної цивілізації, що виникла в Італії в епоху Відродження, і, ймовірно, вказувала на продовження венеційського володіння островом та їх зв'язок із Стародавнім Римом. В кінці османського володіння островом статуя була пофарбована в чорний колір, а туніка була білою.
П'єдестал на якому розташовано статую, має розміри 1,1,5 0,5 × 0,2 метра, із загнутими краями, вклинений між двома центральними колонами. Він виготовлений з білого мармуру з червоними прожилками, має рельєфне оздоблення двома великими терновими листками, що вкривають обидва боки, а в центрі розташовано рельєфний вінок із серцеподібних квітів і дрібних листків. Усередині вінка є отвір, в якому знаходиться кран. Бічна частина постаменту прикрашена вертикальними овальними елементами. Перед постаментом встановлено жолоб для стоку води.
Статуя обрамлена двома мармуровими колонами заввишки 2,1 м. Колони встановлені на кругові основи. Капітелі мають жолобчастий декор і на них капітелі з трьома терасами. Збоку від них розташовані бічні стінки фонтану, які виступають на 30 см від його основи. Бокові колони прямокутного характеру, також мають рифлені капітелі.
На обох кінцях фасаду фонтану вертикально розміщено чотири мармурові зображення розміром 0,45 на 0,45 метра. Два з яких верхні зображають левів, а знизу з боків — три герби, які є символами Джованні Темполо, Джорджіо Емо, П'єра Маріно Дієдо, Вітторіо Брагандіна та Доменіко Контаріні. Зображення Левів є пізнішими доповненнями, оскільки вони не відсутні на зображенні фонтану Роберта Петрушка. Два барельєфи, по одному з кожного боку, розташовані між колонами та бічними стінами з кожного боку, і прикрашені гербами Бебо та герцога Альбіса Грітті. Фасад складається з мармурових плит, які, здається, походять зі старих будівель, оскільки ці плити не поєднуються між собою.
Фасад накриває антаблемент. Антаблемент і бічні сторони фасаду прикрашені вигнутою хвилею з повторюваним візерунком — лілією з трьома пелюстками. Раніше на фонтані була корона, але її зняли на початку XX століття. Ця корона, як її зобразив Роберт Песлі, була у формі спіралі з листям терну.